# Gindou
Gindou é uma comuna francesa na região administrativa de Occitânia, no departamento de Lot. Estende-se por uma área de 15,65 km². Em 2010 a comuna tinha 333 habitantes (densidade: 21,3 hab./km²).